# Tâm lý học công nghiệp và tổ chức
Tâm lý học công nghiệp và tổ chức, còn được gọi là tâm lý học nghề nghiệp, tâm lý học tổ chức, hoặc tâm lý học công việc và tổ chức; là một môn học ứng dụng trong tâm lý học. Tâm lý học công nghiệp, công việc và tổ chức (IWO) là thuật ngữ toàn cầu rộng lớn hơn cho lĩnh vực quốc tế.
Ngành này là khoa học về hành vi của con người liên quan đến công việc và áp dụng các lý thuyết và nguyên tắc tâm lý cho các tổ chức và cá nhân tại nơi làm việc cũng như cuộc sống làm việc của cá nhân nói chung. Các nhà tâm lý học IO được đào tạo theo mô hình học viên- nhà khoa học. Họ đóng góp vào thành công của một tổ chức bằng cách cải thiện hiệu suất, động lực, sự hài lòng trong công việc, an toàn và sức khỏe nghề nghiệp cũng như sức khỏe và phúc lợi chung của nhân viên. Một nhà tâm lý học IO tiến hành nghiên cứu về hành vi và thái độ của nhân viên, và làm thế nào để cải thiện chúng thông qua các hoạt động tuyển dụng, chương trình đào tạo, phản hồi và hệ thống quản lý.
Tâm lý học công nghiệp và tổ chức được xếp hạng nghề nghiệp phát triển nhanh nhất trong thập kỷ tới theo Occupational Outlook Handbook của Cục Thống kê Lao động Hoa Kỳ năm 2014. Ước tính sẽ tăng 53% với mức lương trung bình là 109.030 đô la Mỹ, với những người nằm trong top 10 phần trăm kiếm được 192.150 đô la cho năm 2018.
Tính đến năm 2020, tâm lý học công nghiệp và tổ chức là một trong 17 chuyên ngành được công nhận bởi Hiệp hội Tâm lý học Hoa Kỳ (APA) tại Hoa Kỳ. Nó được đại diện bởi Phân khu 14 của APA và được chính thức gọi là Hiệp hội Tâm lý học Công nghiệp và Tổ chức (SIOP).